# 黃酸棗
黃酸棗（學名：Spondias mombin）为漆樹科酸棗屬下的一个种。

## 扩展阅读
- 維基物種上的相關：黃酸棗